# Seddiner See
Seddiner See is een gemeente in de Duitse deelstaat Brandenburg, en maakt deel uit van de Landkreis Potsdam-Mittelmark.

## Demografie
- Ontwikkeling van de bevolking sinds 1875 binnen de huidige grenzen (blauwe lijn: Bevolking; stippellijn: Vergelijking van de ontwikkeling van de bevolking van de deelstaat Brandenburg, Grijze achtergrond: tijdens de nazi-regering, Rode achtergrond: tijdens de communistische regering)
- Recente ontwikkeling van de bevolking (blauwe lijn) en prognoses (stippelijn)

| Jaar | Inwoners |
| ---- | -------- |
| 1875 | 438      |
| 1890 | 434      |
| 1910 | 589      |
| 1925 | 1 091    |
| 1939 | 1 806    |
| 1950 | 2 711    |
| 1964 | 2 692    |

| Jaar | Inwoners |
| ---- | -------- |
| 1971 | 2 755    |
| 1981 | 3 747    |
| 1985 | 3 921    |
| 1990 | 4 167    |
| 1995 | 4 268    |
| 2000 | 4 339    |
| 2005 | 4 279    |

| Jaar | Inwoners |
| ---- | -------- |
| 2010 | 4 198    |
| 2015 | 4 349    |
| 2016 | 4 444    |
| 2017 | 4 606    |
| 2018 | 4 590    |
| 2019 | 4 551    |
| 2020 | 4 511    |

Gegevensbronnen worden beschreven in de Wikimedia Commons..

## Plaatsen in de gemeente Seddiner See
- Kähnsdorf
- Neuseddin
- Seddin

Bad Belzig ·
Beelitz ·
Beetzsee ·
Beetzseeheide ·
Bensdorf ·
Borkheide ·
Borkwalde ·
Brück ·
Buckautal ·
Golzow ·
Görzke ·
Gräben ·
Groß Kreutz (Havel) ·
Havelsee ·
Kleinmachnow ·
Kloster Lehnin ·
Linthe ·
Michendorf ·
Mühlenfließ ·
Niemegk ·
Nuthetal ·
Päwesin ·
Planebruch ·
Planetal ·
Rabenstein/Fläming ·
Rosenau ·
Roskow ·
Schwielowsee ·
Seddiner See ·
Stahnsdorf ·
Teltow ·
Treuenbrietzen ·
Wenzlow ·
Werder (Havel) ·
Wiesenburg/Mark ·
Wollin ·
Wusterwitz ·
Ziesar